# Situation limite
Le terme de situation limite renvoie à un concept du philosophe et psychiatre allemand Karl Jaspers. 

## Définition
Le terme de situation limite désigne le moment où l'individu est intérieurement (et pour des raisons extérieures ou non tout à fait diverses) confronté à des données existentielles qu'il ne peut modifier, et que Jaspers répertorie le plus souvent comme la mort, le hasard, la souffrance et la culpabilité. Pivot d'une existence, vivre une situation limite implique de faire possiblement l'expérience de l'angoisse et du désespoir : l'homme se trouve alors devenir authentiquement lui-même, sans faux semblant et dissimulations esthétiques. C'est également en fonction de cette expérience que l'homme fait ou non le choix de faire un pas vers l'englobant et la transcendance.
Jaspers énumère quatre situations limites dans son Introduction à la philosophie : « mort, hasard, culpabilité, impossibilité de compter sur le monde ».